# Savin (kan)
Savin ali Sabin (bolgarsko: Савѝн [Savìn] ali Сабѝн [Sabìn]), bolgarski vladar od leta 764 do 766. Datuma rojstva in smrti nista znana.
Kana Savina ni v Imeniku bolgarskih kanov. Nekateri zgodovinarji domnevajo, da je izpuščen zato, ker je bil Slovan, čeprav bi, po imenu sodeč, lahko bil latinskega ali celo iranskega porekla. Po ženini strani je bil v sorodu s kanom Kormisošem, ki je bil njegov tast ali svak. Iz te sorodstvene zveze sledi, da verjetno ni bil iz rodu Vokil (Ukil).
Na prestol je prišel po umoru kana Teleca leta 765. Spadal je v tisti del bolgarskega plemstva, ki se je zavzemal za spravno politiko do Bizantinskega cesarstva, zato je takoj po prihodu na oblast poslal tajne odposlance k cesarju Konstantinu V. Kopronimu, ki je malo pred tem porazil Savinovega predhodnika, da bi ponovno vzpostavil mir. Ko so Bolgari izvedeli za tajna pogajanja, so se uprli in sklicali skupščino, na kateri so obtožili Savina, da hoče iz Bolgarov narediti bizantinske sužnje.  
Savina so zapustili vsi privrženci, zato je pobegnil v bizantinsko Mesembrijo (Nesebăr), od tam pa v Konstantinopel. V Konstantinoplu ga je sprejel cesar, ki je poskrbel za preselitev Savinove družine iz Bolgarije v Bizantinsko cesarstvo. Leta 768 je spremljal Konstantina V. na pogajanja z bolgarskim vladarjem Paganom, vendar cesarjeve besede v korist bivšega bolgarskega vladarja na novega vladarja niso naletele na večji odziv. Savin je ostanek življenja preživel v izgnanstvu.
Džagfar tarihi (Zgodovina Džagfarja), zbirka zgodovinskih dokumentov Volških Bolgarov iz 17. stoletja, katere verodostojnost je sporna, omenja Saina (se pravi Savina) kot uzurpatorja, ki je odstavil Telesa (se pravi Teleca), za kar ga je njegov tast Jumart (se pravi Umor) odstavil.